# 関西プロゴルフ選手権大会
関西プロゴルフ選手権大会（かんさいプロゴルフせんしゅけんたいかい）は、関西プロゴルフ協会（現在の日本プロゴルフ協会）が1931年に創設され、途中、戦争のため中断され、1990年に廃止されたプロゴルフの大会である。開催地は主に関西地方であったが、中国や四国・九州地方のゴルフ場でも開催されていたこともあった。1990年実績賞金総額4000万円、優勝賞金720万円。

## 歴代優勝者
- 1990 井戸木鴻樹
- 1989 松井一
- 1988 倉本昌弘
- 1987 山本善隆
- 1986 杉原輝雄
- 1985 小林恵一
- 1984 杉原輝雄
- 1983 山本善隆
- 1982 重信秀人
- 1981 鈴木規夫
- 1980 杉原輝雄
- 1979 中村通
- 1978 杉原輝雄
- 1977 島田幸作
- 1976 前田新作
- 1975 石井裕士
- 1974 島田幸作
- 1973 島田幸作
- 1972 杉原輝雄
- 1971 戸田藤一郎
- 1970 杉原輝雄
- 1969 戸田藤一郎
- 1968 松田司郎
- 1967 杉原輝雄
- 1966 橘田規
- 1965 杉原輝雄
- 1964 杉原輝雄
- 1963 新井進